# We Die Young (Película)
We Die Young (conocida en algunos países como Calles en guerra o La ley de la calle) es una película de acción, crimen y drama de 2019, dirigida por Lior Geller, que a su vez la escribió junto a Andrew Friedman y protagonizada por Jean-Claude Van Damme, David Castañeda y Elijah Rodriguez. 
El filme es una coproducción entre Estados Unidos y Bulgaria, realizado por Dream Team Films, Premiere Picture y Signature Pictures. La película fue estrenada el 7 de febrero de 2019.

## Sinopsis
Lucas (Elijah Rodriguez) es un chico de 14 años que fue atraído por las pandillas en la ciudad de Washington D.C. A pesar de eso, va a hacer todo lo que pueda para impedir que su hermano de diez años caiga en esa vida. Cuando un excombatiente de la guerra de Afganistán (Jean-Claude Van Damme), llega a su barrio buscando drogas para evadir su atormentada situación, aparece una ocasión especial que modificará definitivamente sus vidas.